# 1984年夏季奧林匹克運動會舉重比賽
1984年夏季奥林匹克运动会舉重比賽舉辦於洛杉磯，比賽包含十個量級，當時僅有男子組。
當年以蘇聯為首的政治集團联合抵制1984年夏季奥运会，蘇聯及保加利亚未參賽。

## 獎牌榜
| 項目                            | 金牌                                 | 银牌                              | 铜牌                                  |
| –52公斤級 –52 kg （詳細）       | 曾国强 · 中国（CHN）                 | 周培顺 · 中国（CHN）              | 真锅和人 · 日本（JPN）                |
| –56公斤級 52–56 kg （詳細）     | 吴数德 · 中国（CHN）                 | 赖润明 · 中国（CHN）              | 小高正宏 · 日本（JPN）                |
| –60公斤級 56–60 kg （詳細）     | 陈伟强 · 中国（CHN）                 | 杰卢·拉杜 · 罗马尼亚（ROU）       | 蔡溫義 · 中华台北（TPE）              |
| –67.5公斤級 60–67.5 kg （詳細） | 姚景远 · 中国（CHN）                 | 安德烈·索卡奇 · 罗马尼亚（ROU）   | Jouni Grönman · 芬兰（FIN）           |
| –75公斤級 67.5–75 kg （詳細）   | 卡尔-海因茨·拉德申斯基 · 西德（FRG） | Jacques Demers · 加拿大（CAN）    | 德拉戈米尔·乔罗斯兰 · 罗马尼亚（ROU） |
| –82.5公斤級 75–82.5 kg （詳細） | 彼得·贝克鲁 · 罗马尼亚（ROU）        | 罗伯特·卡巴斯 · （AUS）           | 砂冈良治 · 日本（JPN）                |
| –90公斤級 82.5–90 kg （詳細）   | 尼库·弗拉德 · 罗马尼亚（ROU）        | 彼得·杜米特鲁 · 罗马尼亚（ROU）   | 戴维·默瑟 · 英国（GBR）               |
| –100公斤級 90–100 kg （詳細）   | 罗尔夫·米尔泽 · 西德（FRG）          | 瓦西里·格罗阿珀 · 罗马尼亚（ROU） | 佩卡·涅米 · 芬兰（FIN）               |
| –110公斤級 100–110 kg （詳細）  | 诺尔贝托·奥贝布格尔 · 意大利（ITA）  | 斯特凡·塔什纳迪 · 罗马尼亚（ROU） | 盖伊·卡尔顿 · 美国（USA）             |
| 110公斤以上級 +110 kg （詳細）  | 迪安·卢金 · （AUS）                  | 马里奥·马丁内斯 · 美国（USA）     | 曼弗雷德·内林格尔 · 西德（FRG）       |

| 排名 | 国家／地区      | 金牌 | 银牌 | 铜牌 | 總數 |
| ---- | --------------- | ---- | ---- | ---- | ---- |
| 1    | 中国（CHN）     | 4    | 2    | 0    | 6    |
| 2    | 罗马尼亚（ROU） | 2    | 5    | 1    | 8    |
| 3    | 西德（FRG）     | 2    | 0    | 1    | 3    |
| 4    | （AUS）         | 1    | 1    | 0    | 2    |
| 5    | 意大利（ITA）   | 1    | 0    | 0    | 1    |
| 6    | 美国（USA）     | 0    | 1    | 1    | 2    |
| 7    | 加拿大（CAN）   | 0    | 1    | 0    | 1    |
| 8    | 日本（JPN）     | 0    | 0    | 3    | 3    |
| 9    | 芬兰（FIN）     | 0    | 0    | 2    | 2    |
| 10   | 中华台北（TPE） | 0    | 0    | 1    | 1    |
| 10   | 英国（GBR）     | 0    | 0    | 1    | 1    |
|      | 總計            | 10   | 10   | 10   | 30   |